# 2MASS J07565631+2314577
2MASS J07565631+2314577 ist ein Brauner Zwerg im Sternbild Zwillinge. Er wurde 2004 von Gillian R. Knapp et al. entdeckt. Er gehört der Spektralklasse L3,5 an.